# Singleton (mathématiques)
Pour les articles homonymes, voir Singleton.
En mathématiques, un singleton est un ensemble qui comprend exactement un élément. Le singleton dont l'élément est a se note {\displaystyle \left\{a\right\}}.

## Définitions formelles

### Par une fonction indicatrice
Soit S une classe définie par une fonction indicatrice
{\displaystyle b:X\to \{0,1\}.}
alors S est un singleton si et seulement s’il existe {\displaystyle y\in X} tel que pour tout {\displaystyle x\in X}, 
{\displaystyle b(x)=(x=y).}

### DansPrincipia Mathematica
La définition suivante vient de Alfred North Whitehead et Russell
{\displaystyle \iota 'x={\hat {y}}(y=x)\mathbf {Df} .}
Le symbole ι'x désigne le singleton {x} et {\displaystyle {\hat {y}}(y=x)} désigne la classe des objets identiques à x, soit l'ensemble {y / y = x}.  
Elle apparait comme une définition dans l'introduction, qui par la suite simplifie l'argument dans le texte principal, quand elle revient dans la proposition 51.01 (p.357 ibid.).
Cette proposition est réutilisée pour définir le cardinal 1 comme
{\displaystyle 1={\hat {\alpha }}((\exists x)\alpha =\iota 'x)\mathbf {Df} .}
Ainsi, 1 est la classe des singletons. C'est la définition 52.01 (p.363 ibid.)

## Exemples
- {\displaystyle \{\pi \}} est le singleton dont l'élément est le nombre π.
- {\displaystyle \{2,87\}} est le singleton dont l'élément est le nombre décimal 2,87 (il se distingue de la paire d'entiers {\displaystyle \{2,\;87\}}, qui comprend une espace après la virgule, on pourra utiliser un point-virgule pour éviter la confusion).
- {\displaystyle \{\cos \}} est le singleton dont l'élément est la fonction cos.
- {\displaystyle \{(a,b)\}} est le singleton dont l'élément est le couple (a,b).
- {\displaystyle {\big \{}\{1\}{\big \}}} est le singleton dont l'élément est le singleton {1}.
- {\displaystyle \{\emptyset \}={\big \{}\{\;\}{\big \}}} est le singleton dont l'élément est l'ensemble vide ∅ = { } .
- L'ensemble {\displaystyle \{a,a,a\}} est le singleton {a} (voir « Ensemble défini en extension »).

## Propriétés
- Un élément x appartient à un singleton si et seulement s’il est égal à l'élément de ce singleton :

{\displaystyle x\in \{a\}\Leftrightarrow x=a}.
- En théorie des ensembles, l'existence d'un singleton {a} pour tout a est justifiée par l'axiome de la paire.
- Deux singletons sont égaux si et seulement si leurs éléments respectifs sont égaux :

{\displaystyle \{a\}=\{b\}\Leftrightarrow a=b}.
- Deux singletons {a} et {b} sont disjoints si et seulement si leurs éléments respectifs a et b sont différents, ce qui revient à dire que les singletons disjoints sont les singletons différents :

{\displaystyle \{a\}\cap \{b\}=\emptyset \Leftrightarrow a\neq b\Leftrightarrow \{a\}\neq \{b\}.}
- Le cardinal d'un singleton est 1 :

{\displaystyle \mathrm {card} (\{a\})=1.}
- Le produit cartésien d'une famille quelconque de singletons est un singleton. Par exemple : {\displaystyle \{a\}\times \{b\}=\{(a,b)\}}.
- Pour tout ensemble E :
  - pour tout singleton {a}, il n'y a qu'une application de E dans {a}, ou encore : l'ensemble {a}E des applications de E dans {a} est un singleton ;
  - l'ensemble E∅ des applications de l'ensemble vide dans E est un singleton.

## Confusions possibles
- Si x est un nombre réel, {x} peut aussi désigner sa partie fractionnaire.
- En mécanique des solides, les torseurs sont notés entre accolades. Ainsi, {\displaystyle \{{\mathcal {T}}\}} désigne un torseur statique, et non pas le singleton contenant l'élément {\displaystyle {\mathcal {T}}}. De même, dans ce contexte, {0} désigne le torseur nul et non pas le singleton zéro.